# IBU-Cup 2015/16
Der IBU-Cup 2015/16 wurde zwischen dem 28. November 2015 und dem 13. März 2016 ausgetragen. Die Wettkämpfe waren international besetzt und nach dem Biathlon-Weltcup 2015/16 die zweithöchste Wettkampfserie im Biathlon. Titelverteidiger der Gesamtwertung waren Florian Graf bei den Männern und Anna Nikulina bei den Frauen. Ihre Nachfolger wurden Matwei Jelissejew und Nadine Horchler.
Höhepunkt der Saison waren die Biathlon-Europameisterschaften im russischen Tjumen. Die Wettkämpfe flossen in die Wertung des IBU-Cups mit ein.

## Wettkampfkalender
| Datum                          | Ort                  | Land                                |
| ------------------------------ | -------------------- | ----------------------------------- |
| 27.–29. November 2015          | Idre                 | Schweden                            |
| 11.–13. Dezember 2015          | Ridnaun              | Italien                             |
| 17.–19. Dezember 2015          | Obertilliach         | Österreich                          |
| 7.–10. Januar 2016             | Nové Město na Moravě | Tschechien                          |
| 14.–17. Januar 2016            | Duszniki-Zdrój       | Polen (abgesagt)                    |
| 14.–17. Januar 2016            | Ridnaun              | Italien (Ersatz für Duszniki-Zdrój) |
| 21.–23. Januar 2016            | Langdorf             | Deutschland                         |
| 11.–14. Februar 2016           | Osrblie              | Slowakei                            |
| 23.–28. Februar 2016 (EM 2016) | Tjumen               | Russland                            |
| 9.–13. März 2016               | Martell              | Italien                             |

## Frauen

### Resultate
| 1. IBU-Cup in Idre, 28. November 2015 – 29. November 2015 | 1. IBU-Cup in Idre, 28. November 2015 – 29. November 2015 | 1. IBU-Cup in Idre, 28. November 2015 – 29. November 2015 | 1. IBU-Cup in Idre, 28. November 2015 – 29. November 2015 | 1. IBU-Cup in Idre, 28. November 2015 – 29. November 2015 |
| --------------------------------------------------------- | --------------------------------------------------------- | --------------------------------------------------------- | --------------------------------------------------------- | --------------------------------------------------------- |
| Datum                                                     | Disziplin                                                 | Erster Platz                                              | Zweiter Platz                                             | Dritter Platz                                             |
| 28. November 2015 (Sa.)                                   | Sprint (7,5 km)                                           | Magdalena Gwizdoń                                         | Uljana Kaischewa                                          | Célia Aymonier                                            |
| 29. November 2015 (So.)                                   | Sprint (7,5 km)                                           | Bente Landheim                                            | Uljana Kaischewa                                          | Hilde Fenne                                               |

| 2. IBU-Cup in Ridnaun-Val Ridanna, 11. Dezember 2015 – 13. Dezember 2015 | 2. IBU-Cup in Ridnaun-Val Ridanna, 11. Dezember 2015 – 13. Dezember 2015 | 2. IBU-Cup in Ridnaun-Val Ridanna, 11. Dezember 2015 – 13. Dezember 2015 | 2. IBU-Cup in Ridnaun-Val Ridanna, 11. Dezember 2015 – 13. Dezember 2015 | 2. IBU-Cup in Ridnaun-Val Ridanna, 11. Dezember 2015 – 13. Dezember 2015 |
| ------------------------------------------------------------------------ | ------------------------------------------------------------------------ | ------------------------------------------------------------------------ | ------------------------------------------------------------------------ | ------------------------------------------------------------------------ |
| Datum                                                                    | Disziplin                                                                | Erster Platz                                                             | Zweiter Platz                                                            | Dritter Platz                                                            |
| 12. Dezember 2015 (Sa.)                                                  | Sprint (7,5 km)                                                          | Iryna Warwynez                                                           | Anaïs Chevalier                                                          | Anna Schtscherbinina                                                     |
| 13. Dezember 2015 (So.)                                                  | Verfolgung (10 km)                                                       | Galina Netschkassowa                                                     | Chloé Chevalier                                                          | Iryna Warwynez                                                           |

| 3. IBU-Cup in Obertilliach, 17. Dezember 2015 – 19. Dezember 2015 | 3. IBU-Cup in Obertilliach, 17. Dezember 2015 – 19. Dezember 2015 | 3. IBU-Cup in Obertilliach, 17. Dezember 2015 – 19. Dezember 2015 | 3. IBU-Cup in Obertilliach, 17. Dezember 2015 – 19. Dezember 2015 | 3. IBU-Cup in Obertilliach, 17. Dezember 2015 – 19. Dezember 2015 |
| ----------------------------------------------------------------- | ----------------------------------------------------------------- | ----------------------------------------------------------------- | ----------------------------------------------------------------- | ----------------------------------------------------------------- |
| Datum                                                             | Disziplin                                                         | Erster Platz                                                      | Zweiter Platz                                                     | Dritter Platz                                                     |
| 18. Dezember 2015 (Fr.)                                           | Einzel (15 km)                                                    | Swetlana Slepzowa                                                 | Lene Berg Ådlandsvik                                              | Alina Raikowa                                                     |
| 19. Dezember 2015 (Sa.)                                           | Sprint (7,5 km)                                                   | Tatjana Akimowa                                                   | Olga Wiluchina                                                    | Alexia Runggaldier                                                |

| 4. IBU-Cup in Nové Město, 9. Januar 2016 – 10. Januar 2016 | 4. IBU-Cup in Nové Město, 9. Januar 2016 – 10. Januar 2016 | 4. IBU-Cup in Nové Město, 9. Januar 2016 – 10. Januar 2016 | 4. IBU-Cup in Nové Město, 9. Januar 2016 – 10. Januar 2016 | 4. IBU-Cup in Nové Město, 9. Januar 2016 – 10. Januar 2016 |
| ---------------------------------------------------------- | ---------------------------------------------------------- | ---------------------------------------------------------- | ---------------------------------------------------------- | ---------------------------------------------------------- |
| Datum                                                      | Disziplin                                                  | Erster Platz                                               | Zweiter Platz                                              | Dritter Platz                                              |
| 9. Januar 2016 (Sa.)                                       | Sprint (7,5 km)                                            | Olga Jakuschowa                                            | Anastassija Sagoruiko                                      | Célia Aymonier                                             |
| 10. Januar 2016 (So.)                                      | Sprint (7,5 km)                                            | Anaïs Chevalier                                            | Jana Bondar                                                | Swetlana Slepzowa                                          |

| 5. IBU-Cup in Ridnaun-Val Ridanna, 14. Januar 2016 – 17. Januar 2016 | 5. IBU-Cup in Ridnaun-Val Ridanna, 14. Januar 2016 – 17. Januar 2016 | 5. IBU-Cup in Ridnaun-Val Ridanna, 14. Januar 2016 – 17. Januar 2016 | 5. IBU-Cup in Ridnaun-Val Ridanna, 14. Januar 2016 – 17. Januar 2016 | 5. IBU-Cup in Ridnaun-Val Ridanna, 14. Januar 2016 – 17. Januar 2016 |
| -------------------------------------------------------------------- | -------------------------------------------------------------------- | -------------------------------------------------------------------- | -------------------------------------------------------------------- | -------------------------------------------------------------------- |
| Datum                                                                | Disziplin                                                            | Erster Platz                                                         | Zweiter Platz                                                        | Dritter Platz                                                        |
| 14. Januar 2016 (Do.)                                                | Sprint (7,5 km)                                                      | Coline Varcin                                                        | Olga Jakuschowa                                                      | Swetlana Slepzowa                                                    |
| 16. Januar 2016 (Sa.)                                                | Verfolgung (10 km)                                                   | Swetlana Slepzowa                                                    | Nadine Horchler                                                      | Coline Varcin                                                        |

| 6. IBU-Cup in Langdorf, 21. Januar 2016 – 23. Januar 2016 | 6. IBU-Cup in Langdorf, 21. Januar 2016 – 23. Januar 2016 | 6. IBU-Cup in Langdorf, 21. Januar 2016 – 23. Januar 2016 | 6. IBU-Cup in Langdorf, 21. Januar 2016 – 23. Januar 2016 | 6. IBU-Cup in Langdorf, 21. Januar 2016 – 23. Januar 2016 |
| --------------------------------------------------------- | --------------------------------------------------------- | --------------------------------------------------------- | --------------------------------------------------------- | --------------------------------------------------------- |
| Datum                                                     | Disziplin                                                 | Erster Platz                                              | Zweiter Platz                                             | Dritter Platz                                             |
| 21. Januar 2016 (Do.)                                     | Sprint (7,5 km)                                           | Olga Jakuschowa                                           | Jana Bondar                                               | Galina Netschkassowa                                      |
| 22. Januar 2016 (Fr.)                                     | Verfolgung (10 km)                                        | Olga Jakuschowa                                           | Swetlana Slepzowa                                         | Anna Schtscherbinina                                      |

| 7. IBU-Cup in Osrblie, 11. Februar 2016 – 14. Februar 2016 | 7. IBU-Cup in Osrblie, 11. Februar 2016 – 14. Februar 2016 | 7. IBU-Cup in Osrblie, 11. Februar 2016 – 14. Februar 2016 | 7. IBU-Cup in Osrblie, 11. Februar 2016 – 14. Februar 2016 | 7. IBU-Cup in Osrblie, 11. Februar 2016 – 14. Februar 2016 |
| ---------------------------------------------------------- | ---------------------------------------------------------- | ---------------------------------------------------------- | ---------------------------------------------------------- | ---------------------------------------------------------- |
| Datum                                                      | Disziplin                                                  | Erster Platz                                               | Zweiter Platz                                              | Dritter Platz                                              |
| 13. Februar 2016 (Sa.)                                     | Einzel (15 km)                                             | Marine Bolliet                                             | Anastassija Sagoruiko                                      | Julia Schwaiger                                            |
| 14. Februar 2016 (So.)                                     | Sprint (7,5 km)                                            | Tiril Eckhoff                                              | Fanny Horn Birkeland                                       | Nadine Horchler                                            |

| Europameisterschaften in Tjumen, 23. Februar 2016 – 28. Februar 2016 | Europameisterschaften in Tjumen, 23. Februar 2016 – 28. Februar 2016 | Europameisterschaften in Tjumen, 23. Februar 2016 – 28. Februar 2016 | Europameisterschaften in Tjumen, 23. Februar 2016 – 28. Februar 2016 | Europameisterschaften in Tjumen, 23. Februar 2016 – 28. Februar 2016 |
| -------------------------------------------------------------------- | -------------------------------------------------------------------- | -------------------------------------------------------------------- | -------------------------------------------------------------------- | -------------------------------------------------------------------- |
| Datum                                                                | Disziplin                                                            | Erster Platz                                                         | Zweiter Platz                                                        | Dritter Platz                                                        |
| 25. Februar 2016 (Do.)                                               | Sprint (7,5 km)                                                      | Nadine Horchler                                                      | Karolin Horchler                                                     | Annika Knoll                                                         |
| 27. Februar 2016 (Sa.)                                               | Verfolgung (10 km)                                                   | Nadseja Skardsina                                                    | Karolin Horchler                                                     | Ingrid Landmark Tandrevold                                           |
| 28. Februar 2016 (So.)                                               | Massenstart (12,5 km)                                                | Luise Kummer                                                         | Paulína Fialková                                                     | Ingrid Landmark Tandrevold                                           |

| 8. IBU-Cup in Martell, 9. März 2016 – 13. März 2016 | 8. IBU-Cup in Martell, 9. März 2016 – 13. März 2016 | 8. IBU-Cup in Martell, 9. März 2016 – 13. März 2016 | 8. IBU-Cup in Martell, 9. März 2016 – 13. März 2016 | 8. IBU-Cup in Martell, 9. März 2016 – 13. März 2016 |
| --------------------------------------------------- | --------------------------------------------------- | --------------------------------------------------- | --------------------------------------------------- | --------------------------------------------------- |
| Datum                                               | Disziplin                                           | Erster Platz                                        | Zweiter Platz                                       | Dritter Platz                                       |
| 10. März 2016 (Do.)                                 | Sprint (7,5 km)                                     | Marine Bolliet                                      | Hilde Fenne                                         | Karolin Horchler                                    |
| 12. März 2016 (Sa.)                                 | Sprint (7,5 km)                                     | Nadija Bjelkina                                     | Swetlana Slepzowa                                   | Marine Bolliet                                      |

### Wertungen
| Rang | Land                    | Punkte | Siege |
| ---- | ----------------------- | ------ | ----- |
| 01   | Nadine Horchler         | 633    | 1     |
| 02   | Swetlana Slepzowa       | 620    | 2     |
| 03   | Galina Netschkassowa    | 574    | 1     |
| 04   | Olga Jakuschowa         | 559    | 3     |
| 05   | Marine Bolliet          | 452    | 2     |
| 06   | Anna Schtscherbinina    | 450    |       |
| 07   | Wiktorija Sliwko        | 414    |       |
| 08   | Anastassija Merkuschyna | 403    |       |
| 09   | Karolin Horchler        | 384    |       |
| 10   | Coline Varcin           | 382    | 1     |

| Rang | Land                  | Punkte | Siege |
| ---- | --------------------- | ------ | ----- |
| 11   | Annika Knoll          | 346    |       |
| 12   | Barbora Tomešová      | 332    |       |
| 13   | Luise Kummer          | 329    | 1     |
| 14   | Jana Bondar           | 314    |       |
| 15   | Alexia Runggaldier    | 314    |       |
| 16   | Anastassija Sagoruiko | 286    |       |
| 17   | Uljana Kaischewa      | 284    |       |
| 18   | Chloé Chevalier       | 274    |       |
| 19   | Jessica Jislová       | 265    |       |
| 20   | Lene Berg Ådlandsvik  | 263    |       |

| Rang | Land                    | Punkte | Siege |
| ---- | ----------------------- | ------ | ----- |
| 01   | Swetlana Slepzowa       | 84     | 1     |
| 02   | Alexia Runggaldier      | 72     |       |
| 03   | Marine Bolliet          | 70     | 1     |
| 04   | Nadine Horchler         | 59     |       |
| 05   | Wiktorija Sliwko        | 58     |       |
| 06   | Carolin Leunig          | 57     |       |
| 07   | Lene Berg Ådlandsvik    | 54     |       |
| 07   | Anastassija Sagoruiko   | 54     |       |
| 09   | Lea Johanidesová        | 54     |       |
| 10   | Anastassija Merkuschyna | 53     |       |

| Rang | Land                    | Punkte | Siege |
| ---- | ----------------------- | ------ | ----- |
| 01   | Nadine Horchler         | 412    | 1     |
| 02   | Galina Netschkassowa    | 366    |       |
| 03   | Olga Jakuschowa         | 356    | 2     |
| 04   | Swetlana Slepzowa       | 351    |       |
| 05   | Anna Schtscherbinina    | 291    |       |
| 06   | Anastassija Merkuschyna | 289    |       |
| 07   | Marine Bolliet          | 266    | 1     |
| 08   | Jana Bondar             | 263    |       |
| 09   | Karolin Horchler        | 263    |       |
| 10   | Coline Varcin           | 260    | 1     |

| Rang | Land                 | Punkte | Siege |
| ---- | -------------------- | ------ | ----- |
| 01   | Swetlana Slepzowa    | 183    | 1     |
| 02   | Galina Netschkassowa | 157    | 1     |
| 03   | Olga Jakuschowa      | 148    | 1     |
| 04   | Nadine Horchler      | 148    |       |
| 05   | Wiktorija Sliwko     | 121    |       |
| 06   | Chloé Chevalier      | 110    |       |
| 07   | Anna Schtscherbinina | 101    |       |
| 08   | Olga Poltaranina     | 101    |       |
| 09   | Karolin Horchler     | 90     |       |
| 10   | Marine Bolliet       | 90     |       |

| Rang | Land        | Punkte | Siege |
| ---- | ----------- | ------ | ----- |
| 01   | Russland    | 7429   | 9     |
| 02   | Deutschland | 6654   | 1     |
| 03   | Norwegen    | 6539   | 2     |
| 04   | Frankreich  | 6094   | 5     |
| 05   | Ukraine     | 5993   | 4     |
| 06   | Tschechien  | 5894   |       |
| 07   | Österreich  | 5468   |       |
| 08   | Schweiz     | 5101   |       |
| 09   | Polen       | 4946   | 1     |
| 10   | Schweden    | 4724   |       |

## Männer

### Resultate
| 1. IBU-Cup in Idre, 28. November 2015 – 29. November 2015 | 1. IBU-Cup in Idre, 28. November 2015 – 29. November 2015 | 1. IBU-Cup in Idre, 28. November 2015 – 29. November 2015 | 1. IBU-Cup in Idre, 28. November 2015 – 29. November 2015 | 1. IBU-Cup in Idre, 28. November 2015 – 29. November 2015 |
| --------------------------------------------------------- | --------------------------------------------------------- | --------------------------------------------------------- | --------------------------------------------------------- | --------------------------------------------------------- |
| Datum                                                     | Disziplin                                                 | Erster Platz                                              | Zweiter Platz                                             | Dritter Platz                                             |
| 28. November 2015 (Sa.)                                   | Sprint (10 km)                                            | Pjotr Paschtschenko                                       | Erlend Bjøntegaard                                        | Matthias Bischl                                           |
| 29. November 2015 (So.)                                   | Sprint (10 km)                                            | Matwei Jelissejew                                         | Olexander Schyrnyj                                        | Erling Aalvik                                             |

| 2. IBU-Cup in Ridnaun-Val Ridanna, 11. Dezember 2015 – 13. Dezember 2015 | 2. IBU-Cup in Ridnaun-Val Ridanna, 11. Dezember 2015 – 13. Dezember 2015 | 2. IBU-Cup in Ridnaun-Val Ridanna, 11. Dezember 2015 – 13. Dezember 2015 | 2. IBU-Cup in Ridnaun-Val Ridanna, 11. Dezember 2015 – 13. Dezember 2015 | 2. IBU-Cup in Ridnaun-Val Ridanna, 11. Dezember 2015 – 13. Dezember 2015 |
| ------------------------------------------------------------------------ | ------------------------------------------------------------------------ | ------------------------------------------------------------------------ | ------------------------------------------------------------------------ | ------------------------------------------------------------------------ |
| Datum                                                                    | Disziplin                                                                | Erster Platz                                                             | Zweiter Platz                                                            | Dritter Platz                                                            |
| 12. Dezember 2015 (Sa.)                                                  | Sprint (10 km)                                                           | Anton Babikow                                                            | Alexander Os                                                             | Matwei Jelissejew                                                        |
| 13. Dezember 2015 (So.)                                                  | Verfolgung (12,5 km)                                                     | Anton Babikow                                                            | Matwei Jelissejew                                                        | Florent Claude                                                           |

| 3. IBU-Cup in Obertilliach, 17. Dezember 2015 – 19. Dezember 2015 | 3. IBU-Cup in Obertilliach, 17. Dezember 2015 – 19. Dezember 2015 | 3. IBU-Cup in Obertilliach, 17. Dezember 2015 – 19. Dezember 2015 | 3. IBU-Cup in Obertilliach, 17. Dezember 2015 – 19. Dezember 2015 | 3. IBU-Cup in Obertilliach, 17. Dezember 2015 – 19. Dezember 2015 |
| ----------------------------------------------------------------- | ----------------------------------------------------------------- | ----------------------------------------------------------------- | ----------------------------------------------------------------- | ----------------------------------------------------------------- |
| Datum                                                             | Disziplin                                                         | Erster Platz                                                      | Zweiter Platz                                                     | Dritter Platz                                                     |
| 18. Dezember 2015 (Fr.)                                           | Einzel (20 km)                                                    | Matwei Jelissejew                                                 | Anton Babikow                                                     | Juri Schopin                                                      |
| 19. Dezember 2015 (Sa.)                                           | Sprint (10 km)                                                    | Timofei Lapschin                                                  | Matwei Jelissejew                                                 | Antonin Guigonnat                                                 |

| 4. IBU-Cup in Nové Město, 9. Januar 2016 – 10. Januar 2016 | 4. IBU-Cup in Nové Město, 9. Januar 2016 – 10. Januar 2016 | 4. IBU-Cup in Nové Město, 9. Januar 2016 – 10. Januar 2016 | 4. IBU-Cup in Nové Město, 9. Januar 2016 – 10. Januar 2016 | 4. IBU-Cup in Nové Město, 9. Januar 2016 – 10. Januar 2016 |
| ---------------------------------------------------------- | ---------------------------------------------------------- | ---------------------------------------------------------- | ---------------------------------------------------------- | ---------------------------------------------------------- |
| Datum                                                      | Disziplin                                                  | Erster Platz                                               | Zweiter Platz                                              | Dritter Platz                                              |
| 9. Januar 2016 (Sa.)                                       | Sprint (10 km)                                             | Fabien Claude                                              | Timofei Lapschin                                           | Dsmitryj Abascheu                                          |
| 10. Januar 2015 (So.)                                      | Sprint (10 km)                                             | Pjotr Paschtschenko                                        | Timofei Lapschin                                           | Johannes Kühn                                              |

| 5. IBU-Cup in Ridnaun-Val Ridanna, 14. Januar 2016 – 17. Januar 2016 | 5. IBU-Cup in Ridnaun-Val Ridanna, 14. Januar 2016 – 17. Januar 2016 | 5. IBU-Cup in Ridnaun-Val Ridanna, 14. Januar 2016 – 17. Januar 2016 | 5. IBU-Cup in Ridnaun-Val Ridanna, 14. Januar 2016 – 17. Januar 2016 | 5. IBU-Cup in Ridnaun-Val Ridanna, 14. Januar 2016 – 17. Januar 2016 |
| -------------------------------------------------------------------- | -------------------------------------------------------------------- | -------------------------------------------------------------------- | -------------------------------------------------------------------- | -------------------------------------------------------------------- |
| Datum                                                                | Disziplin                                                            | Erster Platz                                                         | Zweiter Platz                                                        | Dritter Platz                                                        |
| 14. Januar 2016 (Do.)                                                | Sprint (10 km)                                                       | Anton Babikow                                                        | Alexei Slepow                                                        | Matwei Jelissejew                                                    |
| 16. Januar 2016 (Sa.)                                                | Verfolgung (12,5 km)                                                 | Alexei Slepow                                                        | Anton Babikow                                                        | Vetle Sjåstad Christiansen                                           |

| 6. IBU-Cup in Langdorf, 21. Januar 2016 – 23. Januar 2016 | 6. IBU-Cup in Langdorf, 21. Januar 2016 – 23. Januar 2016 | 6. IBU-Cup in Langdorf, 21. Januar 2016 – 23. Januar 2016 | 6. IBU-Cup in Langdorf, 21. Januar 2016 – 23. Januar 2016 | 6. IBU-Cup in Langdorf, 21. Januar 2016 – 23. Januar 2016 |
| --------------------------------------------------------- | --------------------------------------------------------- | --------------------------------------------------------- | --------------------------------------------------------- | --------------------------------------------------------- |
| Datum                                                     | Disziplin                                                 | Erster Platz                                              | Zweiter Platz                                             | Dritter Platz                                             |
| 21. Januar 2016 (Do.)                                     | Sprint (10 km)                                            | Matwei Jelissejew                                         | Juri Schopin                                              | Pjotr Paschtschenko                                       |
| 22. Januar 2016 (Fr.)                                     | Verfolgung (12,5 km)                                      | Juri Schopin                                              | Philipp Horn                                              | Aljaksandr Daroschka                                      |

| 7. IBU-Cup in Osrblie, 11. Februar 2016 – 14. Februar 2016 | 7. IBU-Cup in Osrblie, 11. Februar 2016 – 14. Februar 2016 | 7. IBU-Cup in Osrblie, 11. Februar 2016 – 14. Februar 2016 | 7. IBU-Cup in Osrblie, 11. Februar 2016 – 14. Februar 2016 | 7. IBU-Cup in Osrblie, 11. Februar 2016 – 14. Februar 2016 |
| ---------------------------------------------------------- | ---------------------------------------------------------- | ---------------------------------------------------------- | ---------------------------------------------------------- | ---------------------------------------------------------- |
| Datum                                                      | Disziplin                                                  | Erster Platz                                               | Zweiter Platz                                              | Dritter Platz                                              |
| 13. Februar 2016 (Sa.)                                     | Einzel (20 km)                                             | Matwei Jelissejew                                          | Krassimir Anew                                             | Matthias Bischl                                            |
| 14. Februar 2016 (So.)                                     | Sprint (10 km) 1                                           | Jaroslav Soukup                                            | Ruslan Tkalenko                                            | Vegard Gjermundshaug                                       |

| Europameisterschaften in Tjumen, 23. Februar 2016 – 28. Februar 2016 | Europameisterschaften in Tjumen, 23. Februar 2016 – 28. Februar 2016 | Europameisterschaften in Tjumen, 23. Februar 2016 – 28. Februar 2016 | Europameisterschaften in Tjumen, 23. Februar 2016 – 28. Februar 2016 | Europameisterschaften in Tjumen, 23. Februar 2016 – 28. Februar 2016 |
| -------------------------------------------------------------------- | -------------------------------------------------------------------- | -------------------------------------------------------------------- | -------------------------------------------------------------------- | -------------------------------------------------------------------- |
| Datum                                                                | Disziplin                                                            | Erster Platz                                                         | Zweiter Platz                                                        | Dritter Platz                                                        |
| 25. Februar 2016 (Do.)                                               | Sprint (10 km)                                                       | Jewgeni Garanitschew                                                 | Henrik L’Abée-Lund                                                   | Anton Babikow                                                        |
| 27. Februar 2016 (Sa.)                                               | Verfolgung (12,5 km)                                                 | Anton Babikow                                                        | Jewgeni Garanitschew                                                 | Florian Graf                                                         |
| 28. Februar 2016 (So.)                                               | Massenstart (15 km)                                                  | Florian Graf                                                         | Jaroslav Soukup                                                      | Wladimir Iliew                                                       |

| 8. IBU-Cup in Martell, 9. März 2016 – 13. März 2016 | 8. IBU-Cup in Martell, 9. März 2016 – 13. März 2016 | 8. IBU-Cup in Martell, 9. März 2016 – 13. März 2016 | 8. IBU-Cup in Martell, 9. März 2016 – 13. März 2016 | 8. IBU-Cup in Martell, 9. März 2016 – 13. März 2016 |
| --------------------------------------------------- | --------------------------------------------------- | --------------------------------------------------- | --------------------------------------------------- | --------------------------------------------------- |
| Datum                                               | Disziplin                                           | Erster Platz                                        | Zweiter Platz                                       | Dritter Platz                                       |
| 10. März 2016 (Do.)                                 | Sprint (10 km)                                      | Antonin Guigonnat                                   | Alexei Slepow                                       | Andreas Dahlø Wærnes                                |
| 12. März 2016 (Sa.)                                 | Sprint (10 km)                                      | Alexei Slepow                                       | Pjotr Paschtschenko                                 | Florian Graf                                        |

### Wertungen
| Rang | Land                | Punkte | Siege |
| ---- | ------------------- | ------ | ----- |
| 01   | Matwei Jelissejew   | 681    | 4     |
| 02   | Florian Graf        | 596    | 1     |
| 03   | Pjotr Paschtschenko | 588    | 2     |
| 04   | Anton Babikow       | 542    | 4     |
| 05   | Matthias Bischl     | 481    |       |
| 06   | Juri Schopin        | 431    | 1     |
| 07   | Fabien Claude       | 388    | 1     |
| 08   | Florent Claude      | 360    |       |
| 09   | Steffen Bartscher   | 339    |       |
| 10   | Aristide Bègue      | 314    |       |

| Rang | Land                       | Punkte | Siege |
| ---- | -------------------------- | ------ | ----- |
| 11   | Aljaksandr Daroschka       | 311    |       |
| 12   | Alexei Slepow              | 310    | 2     |
| 13   | Semjon Sutschilow          | 304    |       |
| 14   | Antonin Guigonnat          | 302    | 1     |
| 15   | Lorenz Wäger               | 301    |       |
| 16   | Vetle Sjåstad Christiansen | 294    |       |
| 17   | Friedrich Pinter           | 287    |       |
| 18   | Matthias Dorfer            | 284    |       |
| 19   | Johannes Kühn              | 280    |       |
| 20   | Vegard Gjermundshaug       | 276    |       |

| Rang | Land              | Punkte | Siege |
| ---- | ----------------- | ------ | ----- |
| 01   | Matwei Jelissejew | 120    | 2     |
| 02   | Anton Babikow     | 81     |       |
| 03   | Juri Schopin      | 77     |       |
| 04   | Florian Graf      | 77     |       |
| 05   | Matthias Dorfer   | 74     |       |
| 06   | Aristide Bègue    | 66     |       |
| 07   | Antonin Guigonnat | 57     |       |
| 08   | Krassimir Anew    | 54     |       |
| 09   | Matthias Bischl   | 48     |       |
| 10   | Johannes Kühn     | 48     |       |

| Rang | Land                 | Punkte | Siege |
| ---- | -------------------- | ------ | ----- |
| 01   | Pjotr Paschtschenko  | 431    | 2     |
| 02   | Matwei Jelissejew    | 382    | 2     |
| 03   | Florian Graf         | 341    |       |
| 04   | Matthias Bischl      | 333    |       |
| 05   | Fabien Claude        | 301    | 1     |
| 06   | Steffen Bartscher    | 257    |       |
| 07   | Anton Babikow        | 244    | 2     |
| 08   | Friedrich Pinter     | 238    |       |
| 09   | Juri Schopin         | 235    |       |
| 10   | Aljaksandr Daroschka | 223    |       |

| Rang | Land                       | Punkte | Siege |
| ---- | -------------------------- | ------ | ----- |
| 01   | Anton Babikow              | 174    | 2     |
| 02   | Matwei Jelissejew          | 171    |       |
| 03   | Florian Graf               | 136    |       |
| 04   | Florent Claude             | 126    |       |
| 05   | Juri Schopin               | 119    | 1     |
| 06   | Pjotr Paschtschenko        | 118    |       |
| 07   | Philipp Horn               | 98     |       |
| 08   | Vetle Sjåstad Christiansen | 91     |       |
| 09   | Aljaksandr Daroschka       | 88     |       |
| 10   | Lorenz Wäger               | 87     |       |

| Rang | Land        | Punkte | Siege |
| ---- | ----------- | ------ | ----- |
| 01   | Russland    | 7553   | 16    |
| 02   | Deutschland | 6884   |       |
| 03   | Norwegen    | 6663   |       |
| 04   | Frankreich  | 6467   | 3     |
| 05   | Österreich  | 6095   |       |
| 06   | Tschechien  | 5836   | 1     |
| 07   | Ukraine     | 5696   | 2     |
| 08   | Belarus     | 5383   |       |
| 09   | Italien     | 4841   |       |
| 10   | Bulgarien   | 4335   |       |

## Mixed-Wettbewerbe
| 2. IBU-Cup in Ridnaun-Val Ridanna, 11. Dezember 2015 – 13. Dezember 2015 | 2. IBU-Cup in Ridnaun-Val Ridanna, 11. Dezember 2015 – 13. Dezember 2015 | 2. IBU-Cup in Ridnaun-Val Ridanna, 11. Dezember 2015 – 13. Dezember 2015  | 2. IBU-Cup in Ridnaun-Val Ridanna, 11. Dezember 2015 – 13. Dezember 2015    | 2. IBU-Cup in Ridnaun-Val Ridanna, 11. Dezember 2015 – 13. Dezember 2015           |
| ------------------------------------------------------------------------ | ------------------------------------------------------------------------ | ------------------------------------------------------------------------- | --------------------------------------------------------------------------- | ---------------------------------------------------------------------------------- |
| Datum                                                                    | Disziplin                                                                | Erster Platz                                                              | Zweiter Platz                                                               | Dritter Platz                                                                      |
| 11. Dezember 2015 (Fr.)                                                  | Single-Mixed-Staffel (4 × 3 km + 4 × 1,5 km)                             | FrankreichAnaïs Chevalier Aristide Bègue                                  | DeutschlandLuise Kummer Matthias Dorfer                                     | RusslandOlga Wiluchina Semjon Sutschilow                                           |
| 11. Dezember 2015 (Fr.)                                                  | Staffel (2 × 6 + 2 × 7,5 km)                                             | RusslandWiktorija Sliwko Uljana Kaischewa Matwei Jelissejew Alexei Wolkow | DeutschlandNadine Horchler Karolin Horchler Johannes Kühn Steffen Bartscher | UkraineAnastassija Merkuschyna Iryna Warwynez Witalij Kiltschyzkyj Dmytro Russinow |

| 5. IBU-Cup in Ridnaun-Val Ridanna, 14. Januar 2016 – 17. Januar 2016 | 5. IBU-Cup in Ridnaun-Val Ridanna, 14. Januar 2016 – 17. Januar 2016 | 5. IBU-Cup in Ridnaun-Val Ridanna, 14. Januar 2016 – 17. Januar 2016 | 5. IBU-Cup in Ridnaun-Val Ridanna, 14. Januar 2016 – 17. Januar 2016   | 5. IBU-Cup in Ridnaun-Val Ridanna, 14. Januar 2016 – 17. Januar 2016                 |
| -------------------------------------------------------------------- | -------------------------------------------------------------------- | -------------------------------------------------------------------- | ---------------------------------------------------------------------- | ------------------------------------------------------------------------------------ |
| Datum                                                                | Disziplin                                                            | Erster Platz                                                         | Zweiter Platz                                                          | Dritter Platz                                                                        |
| 17. Januar 2016 (So.)                                                | Staffel (2 × 6 + 2 × 7,5 km)                                         | UkraineJulija Schurawok Nadija Bjelkina Andrij Dozenko Artem Pryma   | RusslandOlga Wiluchina Olga Jakuschowa Semjon Sutschilow Anton Babikow | NorwegenKaia Wøien Nicolaisen Bente Landheim Alexander Os Vetle Sjåstad Christiansen |

| 6. IBU-Cup in Langdorf, 21. Januar 2016 – 23. Januar 2016 | 6. IBU-Cup in Langdorf, 21. Januar 2016 – 23. Januar 2016 | 6. IBU-Cup in Langdorf, 21. Januar 2016 – 23. Januar 2016          | 6. IBU-Cup in Langdorf, 21. Januar 2016 – 23. Januar 2016                               | 6. IBU-Cup in Langdorf, 21. Januar 2016 – 23. Januar 2016                        |
| --------------------------------------------------------- | --------------------------------------------------------- | ------------------------------------------------------------------ | --------------------------------------------------------------------------------------- | -------------------------------------------------------------------------------- |
| Datum                                                     | Disziplin                                                 | Erster Platz                                                       | Zweiter Platz                                                                           | Dritter Platz                                                                    |
| 23. Januar 2016 (Sa.)                                     | Single-Mixed-Staffel (4 × 3 km + 4 × 1,5 km) 1            | KasachstanOlga Poltaranina Alexander Trifonow                      | NorwegenElise Ringen Kristoffer Skjelvik                                                | DeutschlandAnnika Knoll Michael Willeitner                                       |
| 23. Januar 2016 (Sa.)                                     | Staffel (2 × 6 + 2 × 7,5 km)                              | UkraineNadija Bjelkina Jana Bondar Ruslan Tkalenko Dmytro Russinow | NorwegenSigrid Bilstad Neraasen Lene Berg Ådlandsvik Andreas Dahlø Wærnes Erling Aalvik | BelarusNastassja Dubaresawa Kristina Iltschenko Jury Ljadau Aljaksandr Daroschka |

| Europameisterschaften in Tjumen, 23. Februar 2016 – 28. Februar 2016 | Europameisterschaften in Tjumen, 23. Februar 2016 – 28. Februar 2016 | Europameisterschaften in Tjumen, 23. Februar 2016 – 28. Februar 2016                 | Europameisterschaften in Tjumen, 23. Februar 2016 – 28. Februar 2016 | Europameisterschaften in Tjumen, 23. Februar 2016 – 28. Februar 2016               |
| -------------------------------------------------------------------- | -------------------------------------------------------------------- | ------------------------------------------------------------------------------------ | -------------------------------------------------------------------- | ---------------------------------------------------------------------------------- |
| Datum                                                                | Disziplin                                                            | Erster Platz                                                                         | Zweiter Platz                                                        | Dritter Platz                                                                      |
| 24. Februar 2016 (Mi.)                                               | Single-Mixed-Staffel (4 × 3 km + 4 × 1,5 km)                         | RusslandWiktorija Sliwko Anton Babikow                                               | DeutschlandLuise Kummer Matthias Dorfer                              | NorwegenIngrid Landmark Tandrevold Vetle Sjåstad Christiansen                      |
| 24. Februar 2016 (Mi.)                                               | Staffel (2 × 6 + 2 × 7,5 km)                                         | RusslandAnastassija Sagoruiko Olga Jakuschowa Matwei Jelissejew Jewgeni Garanitschew | SlowakeiPaulína Fialková Jana Gereková Matej Kazár Martin Otčenáš    | NorwegenSigrid Bilstad Neraasen Bente Landheim Henrik L’Abée-Lund Håvard Bogetveit |

| 8. IBU-Cup in Martell, 9. März 2016 – 13. März 2016 | 8. IBU-Cup in Martell, 9. März 2016 – 13. März 2016 | 8. IBU-Cup in Martell, 9. März 2016 – 13. März 2016                            | 8. IBU-Cup in Martell, 9. März 2016 – 13. März 2016                     | 8. IBU-Cup in Martell, 9. März 2016 – 13. März 2016                      |
| --------------------------------------------------- | --------------------------------------------------- | ------------------------------------------------------------------------------ | ----------------------------------------------------------------------- | ------------------------------------------------------------------------ |
| Datum                                               | Disziplin                                           | Erster Platz                                                                   | Zweiter Platz                                                           | Dritter Platz                                                            |
| 13. März 2016 (So.)                                 | Single-Mixed-Staffel (4 × 3 km + 4 × 1,5 km)        | RusslandGalina Netschkassowa Juri Schopin                                      | NorwegenThekla Brun-Lie Vetle Sjåstad Christiansen                      | FrankreichJulia Simon Florent Claude                                     |
| 13. März 2016 (So.)                                 | Staffel (2 × 6 + 2 × 7,5 km)                        | RusslandSwetlana Slepzowa Anna Schtscherbinina Semjon Sutschilow Alexei Slepow | FrankreichColine Varcin Marine Bolliet Aristide Bègue Antonin Guigonnat | UkraineJulija Schurawok Nadija Bjelkina Dmytro Russinow Wladimir Semakow |